# Zoltán Kallós
Zoltán Kallós (n. 26 martie 1926, Răscruci, comuna Bonțida, Cluj — d. 14 februarie 2018, Răscruci, comuna Bonțida, Județul Cluj) a fost un folclorist român de etnie maghiară, laureat al premiului Kossuth.

## Biografie
Zoltán Kallós a terminat liceul la Cluj și Sfântu Gheorghe și a obținut diploma universitară de profesor la Cluj (1946). A fost profesor la Viștea (1946-1950) și Lespezi (1956-1957) și a studiat între timp la colegiul de muzică din Cluj (1955). El a adunat diverse tipuri de folclor din Câmpia Transilvaniei, Țara Călatei, Moldova (din satele locuite de ceangăi) și din zona Ghimeș-Palanca, mai ales muzică vocală și instrumentală. În 1958 a fost închis pentru motive politice.

## Balladák könyve
Cel mai mare succes l-a avut cu colecția Balladák könyve (Cartea de balade), care a fost tipărită la Budapesta în trei ediții (1973, 1974, 1977). Prin conținutul său – 259 de balade în versuri și 8 balade în versiune povestită – cartea este una dintre cele mai bogate colecții de balade maghiare, îmbogățind cultura cu poezie din patru noi zone etnografice importante.

## Lucrări majore
- Balladák könyve. Hazai Élő magyar népballadák. Colecție de Zoltán Kallós, îngrijită de Attila T. Szabó, București, 1969;
- Új guzsalyam mellett. Miklós Gyurkáné Szályka Rózsa dalai és balladái, București, 1973;
- Tegnap a Gyimesben jártam... Ghimeș-völgyi lírai dalok (kolet. cu Martin György), 1989;
- Ez az utazólevelem. Balladák új könyve, 1996.

## Premii și distincții
- Premiul Kossuth (1996, 2017);
- A Magyar Érdemrend középkeresztje a csillaggal (2010)